# 岡田沙也加
岡田 沙也加（おかだ さやか、1989年〈昭和64年〉1月6日 - ）は、ウェザーマップ所属の気象予報士。

## 来歴・人物
神奈川県出身。慶應義塾大学環境情報学部卒業。
会社員を経て、2014年10月に気象予報士の資格を取得。2015年よりウェザーマップに所属。

## 出演
- 日テレNEWS24 - 気象キャスター
  - 主な担当番組
    - Wake-Up NEWS
    - Market News（木曜・金曜）
    - Daily Planet（日曜・月曜担当)
    - The SOCIAL[1]
- NNNストレートニュース (日本テレビ系) 2023年4月から木曜担当
- JNNニュース（TBS系）日曜担当[1]
- news every. 日本テレビ系 ※年末年始担当

### 過去の出演番組
- TBSニュースバード（2015年3月 - 2016年3月、TBSテレビ） - 気象キャスター
- ドライビングウェザー（NEXCO東日本）
- おはよう東海（2016年4月4日 - 2017年3月30日、NHK名古屋） - 気象キャスター
- Nスタ（2019年1月5日、TBSテレビ） - 気象キャスター

## 著書
ウェザーマップ名義共著
- 森朗（監修）、森田正光（監修）、ウェザーマップ『気候危機がサクッとわかる本』東京書籍、2022年4月24日。ISBN 978-4-487-81572-2。 NCID BC14192451。